# Sunil Kumar (zapaśnik)
Sunil Kumar (ur. 29 września 1999) – indyjski zapaśnik walczący w stylu klasycznym. Zajął piętnaste miejsce na mistrzostwach świata w 2021 roku. 
Brązowy medalista igrzysk azjatyckich w 2022. Mistrz Azji w 2020; wicemistrz w 2019; trzeci w 2022, 2023 i 2025. Szesnasty w indywidualnym Pucharze Świata w 2020. Mistrz Wspólnoty Narodów w 2017. Trzeci na mistrzostwach Azji juniorów w 2017 i 2018. Wicemistrz Azji kadetów w 2016 roku.
W 2024 roku został uhonorowany nagrodą Arjuna Award.